# Prix Liouville
Le Prix Liouville est une récompense décernée par l'ordre des avocats.

## Histoire
Le prix Liouville est créé par testament à la mort de l'avocat Félix Liouville en 1860. Selon sa volonté, sa remise a lieu tous les deux ans. 

## Lauréats
- 1865 : Dufaure
- 1866 : Lepot et Demange
- 1868 : Eugène Le Bègue de Germiny[2] et Léon Devin
- 1888 : Georges Dieuzy et Coquelin
- 1875 : Félix Herbet[3] et Charles Falcimaigne
- 1899 : Jean Labbé[4]
- 1902 : Jean Lerolle
- 1905 : Joseph Barthélemy
- 1911 : Hippolyte-Paul Morlé
- 1922 : Maurice Blum
- 1927 : Lucien Vidal-Naquet
- Jean-Antoine Deloncle